# Inmigración africana en Chile
La inmigración africana en Chile corresponde al fenómeno migratorio de personas provenientes de África hacia el territorio chileno.
La migración desde África se remonta a los primeros años de la colonización española en el actual territorio de Chile, donde se introdujeron esclavos de origen africano. Este grupo migrante daría origen al pueblo tribal afrochileno, reconocido oficialmente por el Estado chileno desde 2019.
El concepto de inmigración africana, sin embargo, suele referirse a los fenómenos migratorios ocurridos luego de la independencia chilena, correspondiente a personas que llegaron al país de forma voluntaria, en general en búsqueda de mejores condiciones de vida. En algunos casos, llegaron como refugiados producto de las grandes guerras africanas ocurridas en las últimas décadas. Dentro de los migrantes africanos, suelen identificarse dos grupos: aquellos provenientes del África subsahariana, en su mayoría personas negras con una gran diversidad étnica, y aquellos provenientes del Magreb que suelen categorizarse junto a los migrantes provenientes de países del Medio Oriente por sus similitudes culturales.
Si bien el número de migrantes africanos en Chile es muy bajo, a partir de comienzos del siglo XXI se ha ido incorporando un importante número de migrantes afrodescendientes americanos, principalmente provenientes de Colombia, Haití y la República Dominicana.

## Cifras
Según las estimaciones del censo de 2017, un total de 1529 personas nacieron en África, equivalente al 0,01 % de la población nacional, distribuidas por los siguientes orígenes:
- Sudáfrica: 391 personas
- Marruecos: 171 personas
- Egipto: 152 personas
- Argelia: 99 personas
- Otros países de África: 716 personas

De estas personas, 980 personas (64%) vivían en la Región Metropolitana de Santiago y 130 en la Región de Valparaíso (9%). El 57% de las personas declararon haber llegado a Chile entre 2010 y 2017, mientras un 11% afirmó estar en el país desde antes de 1990.
En el censo de 1992, el número de nacidos en países de África fue de 780 personas, siendo Sudáfrica, Egipto y Marruecos los países más declarados.
| - Angola: 7 personas. - Argelia: 48 personas. - Botsuana: 5 personas. - Burkina Faso: 1 persona. - Burundi: 18 personas. - Cabo Verde: 5 personas. - Camerún: 18 personas. - Chad: 4 personas. - Congo, Rep. del: 2 personas. - Comoras: 4 personas. - Costa de Marfil: 12 personas. - Egipto: 115 personas. - Etiopía: 14 personas. - Gabón: 5 personas. - Ghana: 5 personas. - Guinea Ecuatorial: 3 personas. - Guinea-Bisáu: 4 personas. | - Kenia: 9 personas. - Lesoto: 11 personas. - Liberia: 9 personas. - Libia: 17 personas. - Madagascar: 10 personas. - Malaui: 1 persona. - Mali: 10 personas. - Marruecos: 62 personas. - Mauricio: 1 persona. - Mauritania: 12 personas. - Mozambique: 16 personas. - Namibia: 3 personas. - Níger: 2 personas. - Nigeria: 16 personas. - República Centroafricana: 8 personas. - Ruanda: 1 persona. | - Sahara Occidental: 1 persona. - Santo Tomé y Príncipe: 12 personas. - Senegal: 19 personas. - Seychelles: 1 persona. - Sierra Leona: 1 persona. - Somalia: 12 personas. - Sudáfrica: 162 personas. - Sudán: 5 personas. - Suazilandia: 2 personas. - Tanzania: 49 personas. - Togo: 3 personas. - Túnez: 26 personas. - Uganda: 11 personas. - Zaire: 13 personas. - Zambia: 2 personas. - Zimbabue: 3 personas. |